# Yoki na gyangu ga chikyu o mawasu
Yoki na gyangu ga chikyu o mawasu (陽気なギャングが地球を回す?), noto anche con il titolo internazionale A Cheerful Gang Turns the Earth, è un film del 2006 co-scritto e diretto da Tetsu Maeda.

## Trama
Quattro persone si incontrano per caso, e scoprono di avere ognuno una particolare qualità che, se combinata con quelle degli altri, li potrebbe portare a diventare ricchi in brevissimo tempo: i quattro iniziano così a compiere delle rapine in banca, tutte senza il benché minimo uso della violenza, quando improvvisamente finiscono vittima di un ricatto.

## Distribuzione
In Giappone la pellicola è stata distribuita dalla Shochizu, a partire dal 13 maggio 2006.